# Associazione Sportiva Bari 2002-2003
Questa pagina raccoglie i dati riguardanti l'Associazione Sportiva Bari nelle competizioni ufficiali della stagione 2002-2003.

## Stagione
Nella stagione 2002-2003 il Bari disputa il campionato di Serie B, raccoglie 49 punti con l'undicesimo posto. Allenato da Attilio Perotti che lo allena fino alla fine del 2002, dopo la sconfitta interna (0-3) subita contro il Livorno del 22 dicembre, la dirigenza decide di sostituirlo con Marco Tardelli e tutto cambia. Il girone di andata si chiude con i galletti al penultimo posto con 17 punti in piena zona retrocessione, nel ritorno con Tardelli il Bari raccoglie 32 punti, un passo da promozione, che gli fa chiudere il torneo in una solida posizione di centro classifica. Ottima la stagione del bomber Gionatha Spinesi impreziosita da 20 reti, 4 in Coppa Italia e 16 in campionato. Nella Coppa Italia ottiene buoni risultati, elimina nel primo turno il Cosenza, il Crotone ed il Catania, nel secondo turno supera nel doppio confronto l'Udinese, negli Ottavi elimina l'Inter, vincendo entrambe le gare, nei Quarti cede il passo alla Lazio.

## Rosa
| N. |                     | Ruolo | Calciatore                |
| -- | ------------------- | ----- | ------------------------- |
| 1  | Italia (bandiera)   | P     | Graziano Battistini       |
| 2  | Italia (bandiera)   | D     | Marco Candrina            |
| 3  | Italia (bandiera)   | D     | Giuseppe Ingrosso         |
| 4  | Italia (bandiera)   | D     | Gaetano De Rosa           |
| 5  | Marocco (bandiera)  | D     | Rachid Neqrouz (capitano) |
| 6  | Italia (bandiera)   | D     | Alessandro Armenise       |
| 7  | Italia (bandiera)   | C     | Mattia Collauto           |
| 8  | Italia (bandiera)   | C     | Antonio La Fortezza       |
| 9  | Cile (bandiera)     | C     | Nicolás Córdova           |
| 10 | Italia (bandiera)   | C     | Gaetano D'Agostino        |
| 11 | Italia (bandiera)   | A     | Luigi Anaclerio           |
| 11 | Italia (bandiera)   | A     | Denis Godeas              |
| 12 | Italia (bandiera)   | P     | Vitangelo Spadavecchia    |
| 13 | Italia (bandiera)   | D     | Duccio Innocenti          |
| 14 | Svizzera (bandiera) | C     | Lionel Pizzinat           |
| 15 | Italia (bandiera)   | C     | Nicola Mora               |
| 16 | Italia (bandiera)   | C     | Antonio Bellavista        |
| 17 | Italia (bandiera)   | C     | Luca Brambilla            |
| 18 | Italia (bandiera)   | D     | Pasquale Berardi          |

| N. |                      | Ruolo | Calciatore            |
| -- | -------------------- | ----- | --------------------- |
| 18 | Cile (bandiera)      | D     | Alex von Schwedler    |
| 19 | Nigeria (bandiera)   | A     | Raphael Chukwu        |
| 20 | Cile (bandiera)      | C     | Jaime Valdés          |
| 21 | Senegal (bandiera)   | D     | Diaw Doudou           |
| 22 | Argentina (bandiera) | M     | Diego Fernando Markic |
| 23 | Belgio (bandiera)    | P     | Jean François Gillet  |
| 24 | Italia (bandiera)    | A     | Gionatha Spinesi      |
| 25 | Italia (bandiera)    | A     | Maurizio Ruberto      |
| 26 | Brasile (bandiera)   | C     | Aílton                |
| 27 | Italia (bandiera)    | D     | Alessio De Stefani    |
| 28 | Italia (bandiera)    | A     | Nicola Fumai          |
| 29 | Svizzera (bandiera)  | C     | Giuseppe Mazzarelli   |
| 30 | Italia (bandiera)    | D     | Lorenzo Sibilano      |
| 31 | Paraguay (bandiera)  | D     | Óscar Omar Ayala      |
| 32 | Egitto (bandiera)    | C     | Hany Said             |
| 34 | Italia (bandiera)    | A     | Daniele Vantaggiato   |
| 45 | Italia (bandiera)    | A     | Francesco Palmieri    |

## Risultati

### Campionato

#### Girone di andata
| Bari 5 novembre 2002 1ª giornata | Bari             | 0 – 0 referto | Triestina | Stadio San Nicola\| Arbitro: \| Rosetti (Torino) \| |
| Arbitro:                         | Rosetti (Torino) |               |           |                                                     |

| Arbitro: | Cruciani (Pesaro) |

|              |           |             |
| Anderson 25’ | Marcatori | 33’ Spinesi |

| Arbitro: | Palmieri (Cosenza) |

|                                |           |  |
| Córdova 42’ Spinesi 72’ (rig.) | Marcatori |  |

| Genova 21 settembre 2002 4ª giornata | Genoa               | 0 – 0 referto | Bari | Stadio Luigi Ferraris\| Arbitro: \| Castellani (Verona) \| |
| Arbitro:                             | Castellani (Verona) |               |      |                                                            |

| Arbitro: | Trefoloni (Siena) |

|  |           |          |
|  | Marcatori | 72’ Sesa |

| Arbitro: | Dondarini (Finale Emilia) |

|  |           |                        |
|  | Marcatori | 22’ Valdés 70’ Córdova |

| Arbitro: | Trentalange (Torino) |

|               |           |               |
| Anaclerio 89’ | Marcatori | 86’ Chevantón |

| Arbitro: | Preschern (Mestre) |

|                 |           |               |
| Pinga 7’ (rig.) | Marcatori | 27’ Anaclerio |

| Arbitro: | Cassarà (Palermo) |

|               |           |               |
| Anaclerio 19’ | Marcatori | 90+3’ Bazzani |

| Arbitro: | Girardi (San Donà di Piave) |

|  |           |            |
|  | Marcatori | 7’ Maniero |

| Arbitro: | Dondarini (Finale Emilia) |

|               |           |            |
| Marcolini 46’ | Marcatori | 79’ Valdés |

| Arbitro: | Trefoloni (Siena) |

|              |           |              |
| Palmieri 49’ | Marcatori | 5’ Vignaroli |

| Arbitro: | Gabriele (Frosinone) |

|                              |           |                         |
| Princivalli 51’ Zampagna 80’ | Marcatori | 45’ Spinesi 90’ De Rosa |

| Bari 1 dicembre 2002 14ª giornata | Bari               | 0 – 0 referto | Ancona | Stadio San Nicola\| Arbitro: \| Palmieri (Cosenza) \| |
| Arbitro:                          | Palmieri (Cosenza) |               |        |                                                       |

| Arbitro: | Dondarini (Finale Emilia) |

|           |           |  |
| Monaco 3’ | Marcatori |  |

| Arbitro: | Girardi (San Donà di Piave) |

|                     |           |               |
| Borgobello 31’, 59’ | Marcatori | 90’ Anaclerio |

| Arbitro: | De Marco (Chiavari) |

|  |           |                           |
|  | Marcatori | 21’, 58’ Negri 57’ Protti |

| Arbitro: | Castellani (Verona) |

|            |           |  |
| Capone 82’ | Marcatori |  |

| Arbitro: | Bergonzi (Genova) |

|             |           |                    |
| Spinesi 62’ | Marcatori | 74’ (rig.) Salgado |

#### Girone di ritorno
| Arbitro: | Cassarà (Palermo) |

|             |           |                    |
| De Poli 55’ | Marcatori | 83’, 90+2’ Spinesi |

| Arbitro: | Rizzoli (Bologna) |

|  |           |          |
|  | Marcatori | 9’ Rossi |

| Arbitro: | Bergonzi (Genova) |

|                             |           |                  |
| Fontana 8’ Brienza 52’, 76’ | Marcatori | 24’, 81’ Spinesi |

| Arbitro: | Preschern (Mestre) |

|                                          |           |              |
| Spinesi 59’ (rig.) Cvitanović 77’ (aut.) | Marcatori | 37’ Mihalcea |

| Arbitro: | Pellegrino (Barcellona Pozzo di Gotto) |

|             |           |              |
| Vidigal 45’ | Marcatori | 50’ Pizzinat |

| Arbitro: | Preschern (Mestre) |

|             |           |  |
| Neqrouz 45’ | Marcatori |  |

| Arbitro: | Cannella (Palermo) |

|              |           |  |
| Camorani 50’ | Marcatori |  |

| Bari 23 marzo 2003 27ª giornata | Bari                | 0 – 0 referto | Siena | Stadio San Nicola\| Arbitro: \| Castellani (Verona) \| |
| Arbitro:                        | Castellani (Verona) |               |       |                                                        |

| Arbitro: | Rosetti (Torino) |

|             |           |             |
| Bazzani 36’ | Marcatori | 43’ Spinesi |

| Arbitro: | Dattilo (Locri) |

|                          |           |                         |
| Codrea 85’ Di Napoli 89’ | Marcatori | 56’ Córdova 78’ Spinesi |

| Arbitro: | Palmieri (Cosenza) |

|             |           |                    |
| Córdova 13’ | Marcatori | 47’ (rig.) Schwoch |

| Arbitro: | Rodomonti (Teramo) |

|               |           |                         |
| Stendardo 13’ | Marcatori | 20’ Córdova 57’ De Rosa |

| Arbitro: | Rizzoli (Bologna) |

|              |           |  |
| Godeas 90+3’ | Marcatori |  |

| Arbitro: | Castellani (Verona) |

|               |           |                       |
| Graffiedi 72’ | Marcatori | 8’ Spinesi 64’ Valdés |

| Arbitro: | Dondarini (Finale Emilia) |

|                         |           |                     |
| Spinesi 17’ (rig.), 25’ | Marcatori | 22’ (rig.) Oliveira |

| Arbitro: | Rodomonti (Teramo) |

|                            |           |              |
| Bellavista 38’ De Rosa 56’ | Marcatori | 72’ D'Aversa |

| Arbitro: | Palanca (Roma) |

|                 |           |                            |
| Protti 20’, 67’ | Marcatori | 31’ Spinesi 78’ D'Agostino |

| Bari 31 maggio 2003 37ª giornata | Bari                | 0 – 0 referto | Cagliari | Stadio San Nicola\| Arbitro: \| Castellani (Verona) \| |
| Arbitro:                         | Castellani (Verona) |               |          |                                                        |

| Arbitro: | Saccani (Mantova) |

|              |           |             |
| Cassetti 23’ | Marcatori | 35’ Spinesi |

## Coppa Italia

### Girone 7
| Arbitro: | Dattilo (Locri) |

|  |           |                    |
|  | Marcatori | 84’ (rig.) Spinesi |

| Arbitro: | Tombolini (Ancona) |

|                                                        |           |  |
| Demartis 25’ (aut.) Spinesi 62’ Córdova 87’ Mora 90+1’ | Marcatori |  |

| Arbitro: | Mario Palmieri (Cosenza) |

|                                                  |           |                |
| Anaclerio 23’ Valdés 41’ Neqrouz 54’ Spinesi 70’ | Marcatori | 52’ Pagliarini |

### Secondo turno
| Arbitro: | Morganti (Ascoli Piceno) |

|                                                             |           |              |
| Candrina 30’ D'Agostino 48’ (rig.) Anaclerio 71’ Chukwu 86’ | Marcatori | 68’ Iaquinta |

| Arbitro: | Castellani (Verona) |

|             |           |  |
| Pizarro 76’ | Marcatori |  |

### Ottavi di finale
| Arbitro: | Gabriele (Frosinone) |

|                |           |  |
| D'Agostino 25’ | Marcatori |  |

| Arbitro: | Cassarà (Palermo) |

|               |           |                                  |
| Conceição 56’ | Marcatori | 59’ (aut.) Gamarra 90+4’ Spinesi |

### Quarti di finale
| Arbitro: | Morganti (Ascoli Piceno) |

|                                     |           |                |
| Castromán 41’ D'Agostino 89’ (aut.) | Marcatori | 65’ D'Agostino |

| Bari 21 gennaio 2003, ore 21:00 Ritorno | Bari                 | 0 – 0 referto | Lazio | Stadio San Nicola\| Arbitro: \| Farina (Novi Ligure) \| |
| Arbitro:                                | Farina (Novi Ligure) |               |       |                                                         |